# Берзаска (комуна)
Берзаска (рум. Berzasca) — комуна у повіті Караш-Северін в Румунії. До складу комуни входять такі села (дані про населення за 2002 рік):
- Берзаска (1490 осіб) — адміністративний центр комуни
- Бігер (257 осіб)
- Дренкова (2 особи)
- Козла (116 осіб)
- Ліубкова (1258 осіб)

Комуна розташована на відстані 329 км на захід від Бухареста, 72 км на південь від Решиці, 136 км на південний схід від Тімішоари.

## Населення
За даними перепису населення 2002 року у комуні проживали 3123 особи.
Національний склад населення комуни:
| Національність   | Кількість осіб | Відсоток |
| ---------------- | -------------- | -------- |
| румуни           | 2203           | 70,5%    |
| чехи             | 445            | 14,2%    |
| серби            | 336            | 10,8%    |
| цигани           | 109            | 3,5%     |
| угорці           | 9              | 0,3%     |
| німці            | 8              | 0,3%     |
| українці         | 7              | 0,2%     |
| греки            | 3              | 0,1%     |
| росіяни-липовани | 2              | 0,1%     |

Рідною мовою назвали:
| Мова       | Кількість осіб | Відсоток |
| ---------- | -------------- | -------- |
| румунська  | 2464           | 78,9%    |
| чеська     | 376            | 12,0%    |
| сербська   | 232            | 7,4%     |
| циганська  | 28             | 0,9%     |
| угорська   | 7              | 0,2%     |
| українська | 7              | 0,2%     |
| німецька   | 6              | 0,2%     |
| російська  | 2              | 0,1%     |
| грецька    | 1              | < 0,1%   |

Склад населення комуни за віросповіданням:
| Релігія       | Кількість осіб | Відсоток |
| ------------- | -------------- | -------- |
| православні   | 2586           | 82,8%    |
| римо-католики | 486            | 15,6%    |
| п'ятдесятники | 29             | 0,9%     |
| баптисти      | 21             | 0,7%     |
| реформати     | 1              | < 0,1%   |